# Нишио
Нишио (јап. 西尾市) град је у Јапану у префектури Аичи. Према попису становништва из 2005. у граду је живело 104.321 становника.

## Становништво
Према подацима са пописа, у граду је 2005. године живело 104.321 становника.
| 1995.  | 2000.   | 2005.   |
| ------ | ------- | ------- |
| 98.766 | 100.805 | 104.321 |